# Корну-Лунчій (комуна)
Корну-Лунчій (рум. Cornu Luncii) — комуна у повіті Сучава в Румунії. До складу комуни входять такі села (дані про населення за 2002 рік):
- Бейшешть (1517 осіб)
- Бреєшть (1309 осіб)
- Думбрава (524 особи)
- Корну-Лунчій (1155 осіб)
- Пейсень (785 осіб)
- Саска-Маре (683 особи)
- Саска-Міке (908 осіб)
- Саска-Ноуе (233 особи)
- Шинка (206 осіб)

Комуна розташована на відстані 336 км на північ від Бухареста, 22 км на південь від Сучави, 113 км на захід від Ясс.

## Населення
За даними перепису населення 2002 року у комуні проживали 7320 осіб.
Національний склад населення комуни:
| Національність | Кількість осіб | Відсоток |
| -------------- | -------------- | -------- |
| румуни         | 7125           | 97,3%    |
| цигани         | 168            | 2,3%     |
| німці          | 20             | 0,3%     |
| українці       | 3              | < 0,1%   |
| угорці         | 2              | < 0,1%   |
| греки          | 1              | < 0,1%   |
| поляки         | 1              | < 0,1%   |

Рідною мовою назвали:
| Мова       | Кількість осіб | Відсоток |
| ---------- | -------------- | -------- |
| румунська  | 7142           | 97,6%    |
| циганська  | 169            | 2,3%     |
| українська | 6              | 0,1%     |
| угорська   | 1              | < 0,1%   |
| грецька    | 1              | < 0,1%   |
| польська   | 1              | < 0,1%   |

Склад населення комуни за віросповіданням:
| Релігія       | Кількість осіб | Відсоток |
| ------------- | -------------- | -------- |
| православні   | 6949           | 94,9%    |
| римо-католики | 98             | 1,3%     |
| п'ятдесятники | 81             | 1,1%     |
| бретрени      | 51             | 0,7%     |
| баптисти      | 5              | 0,1%     |
| адвентисти    | 5              | 0,1%     |
| не релігійні  | 5              | 0,1%     |
| старообрядці  | 4              | 0,1%     |
| реформати     | 3              | < 0,1%   |